# 陶澤爾德峰
73°11′S 169°1′E / 73.183°S 169.017°E
陶澤爾德峰（英語：Tousled Peak），是南極洲的山峰，位於維多利亞地的博克格雷溫克海岸，處於拉博克山西北面的丹尼爾半島南端，海拔高度1,220米，在1966年由新西蘭南極名稱諮詢委員會命名，現時由南極條約體系管理。